# Ostřice vždyzelená
Ostřice vždyzelená (Carex sempervirens) je druh jednoděložné rostliny z čeledi šáchorovité (Cyperaceae).

## Popis
Jedná se o rostlinu dosahující výšky nejčastěji 20–40 (zřídka až 60) cm. Je vytrvalá, hustě trsnatá, s krátkými a silnými oddenky. Listy jsou střídavé, přisedlé, s listovými pochvami. Lodyha je tupě trojhranná až téměř oblá, hladká, stejně dlouhá nebo delší než listy. Bazální pochvy jsou žlutohnědé až hnědé, zřídka červenohnědé, vláknitě rozpadavé, vytváří se čupřina. Čepele jsou do 1–2,5 mm široké, ploše žlábkovité. Ostřice vždyzelená patří mezi různoklasé ostřice, nahoře je klásek samčí, dolní klásky jsou pak samičí. Dolní listen je většinou kratší než příslušný klásek, má pochvu. Samčí klásek je 1, zřídka 3, je dlouze stopkatý
. Plevy samčích květů mají zřetelný blanitý okraj. Samičích klásků je nejčastěji 2–3, jsou asi 1–2 cm dlouhé, jsou stopkaté, dolní je oddálený a dlouze stopkatý. Okvětí chybí. V samčích květech jsou zpravidla 3 tyčinky. Blizny jsou většinou 3. Plodem je mošnička, která je nejčastěji 4–5,5 mm dlouhá, roztroušeně chlupatá a na úzkém křídle krátce brvitá, žlutohnědá až tmavě hnědá, nahoře zúžená v celkem dlouhý výrazně dvouzubý zobánek, který má pilovitý a blanitý okraj. Každá mošnička je podepřená plevou, která je červenohnědá až černohnědá, blanitě lemovaná, kratší než mošnička.

## Rozšíření ve světě
Ostřice vždyzelená druh středoevropských až jihoevropských hor, vyhledává častěji bazický substrát. Je to variabilní druh, je rozlišováno více poddruhů. Roste především v Alpách, Pyrenejích, Apeninách, pohoří Jura, v Karpatech a v horách Balkánu. V České republice neroste, nejblíže ji najdeme ve slovenských (především vápencových) Karpatech a v Alpách.